# 히바리 쿄야
히바리 쿄야(일본어: 雲雀恭弥)는 가정교사 히트맨 REBORN!의 등장인물이다.

## 프로필
- 속성 : 구름(雲)
- 직급 : 나미모리 중학교 풍기위원회 위원장, 풍기재단 총수(10년 후), 봉고레 패밀리 구름의 수호자(Guardiano Di Nuvola / 雲 守護者)
- 연령 : ?
- 생일 : 5월 5일
- 별자리 : 황소자리
- 혈액형 : ?
- 신장 : 169 cm
- 체중 : 58 kg
- 출신국가 : 일본
- 고향 : 나미모리
- 애완동물 : 히버드
- 좋아하는 것 : 나미모리 중학교, 일식(私食), 햄버그스테이크
- 좋아하는 말 : 물어죽인다, 와오
- 좋아하는 초밥 재료 : 잿방어, 넙치 지느러미살
- 싫어하는 것 : 앞길 막는 것 전부, 교사 파손, 방울양배추
- 성우 : 콘도 타카시(日)/김영선(韓)

## 개요
나미모리 중학교의 선도부(풍기위원회)의 위원장을 맡고 있는 소년으로, 무리짓는 것과 속박당하는 것을 대단히 싫어하는 고고한 성격의 소유자이며, 마이페이스적 기질을 가진 못 말리는 독불장군이기도 하다. 무리짓거나 마음에 들지 않는 자는 누구든 가리지 않고 무기인 톤파로 두들겨 팬다. 강한 상대를 보면 참지 못하는 일면을 지니고 있어서, 자신의 공격을 가볍게 받아낸 리본에게는 흥미를, 자신을 처음으로 두들겨 팬 로쿠도 무쿠로에겐 강한 적의와 증오를 보이고 있다. 히바리의 이런 점을 교묘하게 이용해가며 살살 끌어들인 리본 덕분에, 본인의 의사와는 상관없이 어느새 자연스럽게 츠나의 패밀리가 되어 버렸다. 강한 것을 추구하는 만큼 막강한 전투력을 가진 실력자이며, 봉고레 10대 패밀리의 최강의 수호자라 불리고 있다.
학교 안에서는 뭇 학생들이 이름만 들어도 벌벌 떨 정도로 강력한 힘을 행사하고 있으며 실질적으로 교장보다 더 막강한 권력을 누리고 있는 듯하다. 학교 뿐만이 아니라 병원을 포함한 나미모리의 여러 가지 시설들을 뒤에서 조종하고 있다. 하지만 자잘한 일거리는 보통 부하이자 풍기위원회의 부위원장인 쿠사카베 테츠야에게 맡긴다. 덧붙여 나미모리 마을, 그중에서도 특히 나미모리 중학교에 강한 애착을 가지고 있다.
고쿠요편 이후로 '히버드'라는 새를 키우고 있고, 히버드는 나미모리 중학교의 교가를 부를 수 있다. 하지만 히버드라는 이름은 주변 인물들이 부르는 이름이며 정작 히바리 본인은 그 이름을 부르지 않는다. 이 새와 고슴도치 박스병기 '롤'을 대하는 히바리의 태도에서는 의외로 자상한 면모를 발견할 수 있다.

## 무기
- 톤파
  - 히바리가 늘 소지하고 있는 무기이다. (자세한 것은 가정교사 히트맨 REBORN 참조)

- 구름의 봉고레 링
  - 히바리가 소유한 봉고레 링으로, 본인은 별로 필요없어 하지만 그래도 소지는 하고 있다. (자세한 것은 봉고레 패밀리 참조)

- 안개 속성 카모플라쥬 링
  - 10년 후의 히바리가 소지한 링으로, 밀피오레 패밀리의 감시를 피하기 위해 나미모리 신사에 있는 지하 아지트의 비밀 입구를 안개의 환술로 교묘히 가리기 위해 사용된 링이다.

- 구름 속성의 링
  - 10년 후의 히바리가 소지했던 링으로, 10년 후의 세계에선 츠나가 봉고레 링을 파괴했기 때문에 히바리를 비롯한 수호자들은 봉고레 링이 아닌 다른 링들의 힘으로 싸워왔었다. 히바리 같은 경우 너무나도 파격적인 파동과 불꽃으로 인해 A랭크 이하의 링들은 불꽃을 견디지 못하고 파괴되었기 때문에 자신의 풍기재단에서 하고 있는 링과 박스 병기에 대한 연구도 병행할 겸해서 자신과 같은 속성을 지닌 자들을 찾아 차례로 처단하고 그들의 링을 빼앗는 식으로 링을 보충해왔다. C랭크의 링 4개와 D랭크의 링이 8개가 있었지만 츠나의 수행과 환기사와의 싸움에서 전부 다 소실했다.

- 포르코스피노. 디. 누볼라(Porcospino. Di. Nuvola / 구름 구슴도치)
  - 히바리가 지닌 박스 병기로 고슴도치 형태를 하고 있으며, 본래 바리네즈미(히바리 + 고슴도치의 일본어 '하리네즈미')라는 예명으로 불려왔으나 현재의 히바리는 롤이라고 이름지었다.

- 봉고레 박스(Vongola Box)
  - 자세한 것은 봉고레 박스 참조

- 봉고레 기어(Vongola Gear)
  - 자세한 것은 봉고레 기어 참조

## 기술
- 체술(體術)
  - 체술이라고는 하지만 거의 폭력과 무자비에 가까울 정도로 강력한 힘을 구사한다. 겉보기엔 왜소하고 여리여리해 보이는 히바리지만, 그 힘은 웬만한 거한들도 일격에 박살낼 정도로 강력하다.

- 톤파
  - 톤파를 이용한 격투술을 사용한다. 육탄전을 위해 특수개조한 톤파이며 톤파에서 추가 달린 사슬, 강철 가시, 아머 등 별의별 무기를 전부 휴대하고 있다.

- 구침태(球針態)
  - 롤의 기술로, 등에 있던 가시를 커다랗게 증식시켜 거대한 가시 구를 만드는 기술이다. 가시구를 이용해 상대를 찌르거나 가두거나 하는 여러 방식으로 사용이 가능하다. 밀도가 굉장히 높은 구름속성 불꽃으로 이루어져 있기 때문에 어지간히 강력한 불꽃이 아닌 이상 이걸 깨뜨리는 것은 상당히 어렵다. 츠나에게 봉고레의 시련을 주었을 때도 이 구침태를 사용했다. 봉고레 기어로 업그레이드 되었을 때에는 손에 잡히는 작은 사이즈로 휴대하여 가시를 전방으로 뻗어 적을 찌르는 간편한 무기로도 사용한다.

- 비밀. 구침태(易. 球針態)
  - 롤이 들어있는 하나의 박스에 구름 속성 링 3개를 동시에 주입해 만들어낸 기술로, 통상의 구침태와는 달리 이 구침태는 자신과 상대를 완전히 구침태 속에 가둔다. 물론 박스 병기의 침입도 허락하지 않으며 구침태 안에는 상대와 히바리 본인만이 남게 된다. 사방이 가시로 둘러싸여있는데다 구침태를 만들 때 엄청난 양의 산소를 소비하고 구침태의 내부 또한 밀폐되어 산소가 엄청난 속도로 소비되기 때문에 히바리가 주로 데스매치를 할 때 사용한다.

- 초 증식(造 增殖)
  - 롤이 구름의 불꽃을 너무 많이 먹은 결과 생긴 폭주 상태로, 증식 능력을 제어할 수 없게 되어 무한대로 구침태를 증식시키는 위험한 기술이다.

- 아라우디의 수갑
  - 봉고레 박스인 아라우디의 수갑을 이용해 상대를 포박하거나 붙잡는 기술이다. 수갑에는 가시가 달려 있기 때문에 무기로도 쓸 수 있으며 한 번 포박당한 상대는 손목을 잘라내지 않는 이상 어지간해선 탈출이 불가능하다. 그 외에도 수갑에 구름 필살염을 주입해 수갑을 무한증식시켜 구속복처럼 상대의 움직임을 봉쇄하거나 수갑을 조여 고문하는 방법도 있다.